# Pandanus de-lestangii
Pandanus de-lestangii är en enhjärtbladig växtart som beskrevs av Ugolino Martelli. Pandanus de-lestangii ingår i släktet Pandanus och familjen Pandanaceae. Inga underarter finns listade.